# Mosman
Mosman är en förort till Sydney, New South Wales, Australien och utgör en egen "kommun", Municipality of Mosnan. Mosman är en av Sydneys mest exklusiva förorter och ligger åtta kilometer nordost om Sydneys centrum på en halvö som delar Sydney Harbour från Middle Harbour. I Mosman ligger Taronga Zoo och delar av Sydney Harbour National Park.

## Historia
Det område där Mosman ligger befolkades innan av aboriginerstammen Borogegal. Stammen välkomnade nybyggarna, trots att de flesta i stammen dog av smittkoppor. Den mest kände av stammedlemmarna, och senare hövding var Bungaree som gjorde resor runt Australien och även målade tavlor som ställdes ut i Europa. Han är den första person som är känd att ha kallats för australier.
Från 1801 var Mosman känt för Sidneys försvar, och under sent 1820-tal kom valindustrin till området. 1831 fick Archibald Mosman och John Bell mark för att bygga en valstation. Under 1840-talet gick valindustrin ner och området användes för utrangerade båtar. Först på 1860-talet byggdes det en väg från Sydney och folket fick tillgång till området och för att besöka det vackra Mosmanvattenfallet. Därefter började området exploateras och byggas ut.

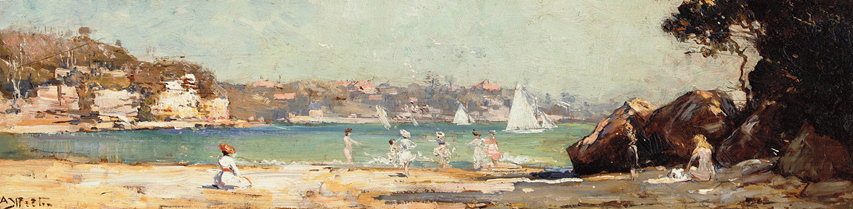
Arthur Streeton, Mosman Bay, 1914